# Rasbora caudimaculata
Rasbora caudimaculata är en fiskart som beskrevs av Volz, 1903. Rasbora caudimaculata ingår i släktet Rasbora och familjen karpfiskar. Inga underarter finns listade i Catalogue of Life.